# Jens Hofmann
Jens Hofmann (* 1973 in Buchen (Odenwald)) ist ein deutscher Jurist und Richter am Verfassungsgerichtshof für das Land Baden-Württemberg.

## Leben
Hofmann begann seine richterliche Laufbahn im Jahr 2003 beim Verwaltungsgericht Karlsruhe. Nach Abordnungen als wissenschaftlicher Mitarbeiter an das Bundesverfassungsgericht von 2006 bis 2010 und als Referent für Europa- und Datenschutzrecht an das Justizministerium Baden-Württemberg war er von 2013 bis 2017 wissenschaftlicher Mitarbeiter beim Verfassungsgerichtshof für das Land Baden-Württemberg. 2014 wurde er zum Richter am Verwaltungsgerichtshof Baden-Württemberg ernannt und war dort ab 2018 tätig. Im Oktober 2020 wurde er zum Vorsitzenden Richter am Verwaltungsgericht Karlsruhe ernannt.
Am 18. Juli 2024 wurde Hofmann mit 124 von 141 Stimmen vom Landtag von Baden-Württemberg zum stellvertretenden Richter am Verfassungsgerichtshof für das Land Baden-Württemberg gewählt.
Hofmann ist verheiratet und hat zwei Kinder.

## Werke
- Verfassung des Landes Baden-Württemberg – Handkommentar. Nomos, Baden-Baden 2018, ISBN 978-3-8487-0500-9.